# اوزینگن
شهر اوزینگن (به آلمانی: Usingen) در ایالت هسن در کشور آلمان واقع شده‌است.